# Josep Maria Mainat i Castells
Josep Maria Mainat i Castells   (Canet de Mar, 24 d'octubre de 1946) és un cantant i productor de televisió, i membre del grup musical La Trinca.

## La trinca
Germà de Joan Ramon Mainat, essent encara molt jove coneix Toni Cruz, amb qui s'associaria professionalment durant la resta de la seva trajectòria. El 1969 tots dos formen, juntament amb Miquel Àngel Pasqual, el grup humorístic-musical La Trinca. Durant la dècada dels 70 i els 80 publica amb aquest grup més de 30 àlbums i el to satíric-polític de les seves cançons triomfa a Catalunya i els fa guanyar seguidors de totes les edats.
A finals de la dècada de 1980, s'introdueixen en el món de la televisió i protagonitzen els espais de varietats i humor Guaita què fan ara i No passa res (1987) a TV3 i Tariro, tariro (1988-1989) a TVE.

## Trajectòria empresarial
A mesura que anava esgotant-se el projecte de La Trinca s'introdueix, al costat de Cruz i Pasqual, en el món de la producció televisiva:  el 1987 funden la productora Gestmusic, factoria que ha produit èxits com Amor a primera vista, Betes i films, Lluna de mel, No te rías que es peor, Mira Quien Baila, La Parodia Nacional, Crónicas Marcianas o Operación triunfo.
Després de l'absorció de Gestmusic per Endemol, conclosa en 2002, Mainat va seguir al capdavant de la companyia amb el càrrec de director executiu. Actualment els seus projectes televisius els fa des de Reset TV, una companyia eminentment creativa fundada juntament amb Toni Cruz.
Van organitzar el festival de música Sis Hores de Cançó i va ser un dels organitzadors de l'edició de 2014 del Festival Canet Rock.
El 2015 va publicar el llibre Ciència optimista, basat en la secció setmanal de divulgació científica que va protagonitzar durant anys dins del programa radiofònic El món a RAC1.

## Pensament polític
Va participar en el Grup d'Independents pel Socialisme, un dels nuclis que va donar peu al Partit Socialista de Catalunya-Congrés, es considera que arran del procés independentista català s'ha apropat a les tesis d'ERC. Defensor del dret a decidir, va formar part de la llista de la circumscripció de Barcelona de la coalició independentista Junts pel Sí a les eleccions al Parlament de Catalunya de 2015. En els últims temps ha aconseguit rellevància en el seu compte de Twitter, on té més de 200.000 seguidors. Mainat és un dels activistes més populars a les xarxes socials a favor de la independència de Catalunya.

## Vida privada
Josep M. Mainat va conviure sense casar-se amb la llavors actriu separada Rosa Maria Sardà, amb qui va tenir el seu primer fill, Pol (1975). Rosa Maria Sardà és germana de Xavier Sardà, a qui Mainat va produir el programa de gran èxit Crónicas Marcianas. Amb la seva segona parella, amb qui no es va casar, va adoptar dues filles, Mar i Misha.
El 2012 es va casar amb Angela Dobrowolski, de nacionalitat alemanya, amb qui té dos fills: Jana (2012) i Joan Ramon (2015). A principis del 2020 van decidir separar-se però seguien quedant amb els seus fills en alguna ocasió. Dobrowolski va ser detinguda l'1 d'agost de 2020 quan els mossos d'esquadra van trobar indicis que va intentar matar el seu marit per evitar el divorci i quedar fora de l'herència, cas que va esdevenir molt mediàtic. Tot i així, el jutjat d'instrucció 3 de Barcelona va decidir deixar-la en llibertat en considerar que no hi havia risc de fuga i argumentant que necessitava més proves per fonamentar l'acusació. El 29 de setembre Dobrowolski va tornar a ser detinguda pels Mossos d'Esquadra acusada dels delictes d'estafa, de falsedat documental i d'usurpació d'identitat per suposadament haver imitat la firma de Mainat en dos xecs per un valor de 4.100 euros.
Des del mes de juny de 2020, Josep Maria Mainat té dos procediments oberts contra ell per violència de gènere envers la seva dona, segons afirmacions d'aquesta, pendents de diferents diligències judicials.

## Obres
- Ciència optimista (2015), Editorial Rosa dels Vents ISBN 978-8415961604[14]